# 豊富士修
豊富士 修（ゆたかふじ おさむ、1970年4月14日 - ）は、新潟県十日町市出身で時津風部屋所属の元大相撲力士。本名は鈴木 修（すずき おさむ）。身長186cm、体重179kg。最高位は西十両5枚目（1993年5月場所）。得意技は突き、押し。血液型B型。

## 来歴
飲食店「ごっちゃん亭」の二男で、子供の時から野球やスキーか好きで、相撲も始めたが奉納相撲で取る程度だった。十日町市立南中学校では相撲部に所属し、新潟県大会では3年間連続の個人優勝を果たし、全国大会にも出場し活躍した。その活躍を聞いた同郷で元時津風部屋の凱皇から勧誘されたので、自分の力を試そうと考えて入門を決意した。中学卒業と同時に知人の紹介で時津風部屋に入門。1986年3月場所に初土俵を踏んだ。順調に番付を上げて行き、幕下上位でやや壁に当たったが1990年5月場所に弱冠20歳で大鈴木の四股名で十両に昇進した。しかし5勝10敗と負け越し、1場所で幕下に陥落した。しばらく幕下上位で相撲を取り1991年9月場所に十両に復帰。以降幕下に陥落したこともあったが、体格を生かした押し相撲で十両に定着した。この間の1992年1月場所からは豊富士に四股名を改めている。だが9月場所を最後に幕下に陥落。十両復帰を目指して長く相撲を取り続けていたが、網膜剥離を患ってからは精彩を欠く相撲が多くなり幕下下位に低迷した。2000年11月場所を全休したのを最後に現役を引退。引退後は十日町市で兄が経営するラーメン店「ごっちゃん亭」で修業した後に長岡市でラーメン店「拉麺家 豊」を経営した。

## 主な成績
- 通算成績：373勝335敗12休 勝率.527
- 十両成績：87勝108敗 勝率.446
- 現役在位：89場所
- 十両在位：13場所
- 各段優勝
  - 幕下優勝：1回（1991年11月場所）

### 場所別成績
| | 一月場所 初場所（東京） | 三月場所 春場所（大阪） | 五月場所 夏場所（東京） | 七月場所 名古屋場所（愛知） | 九月場所 秋場所（東京） | 十一月場所 九州場所（福岡） |
| --- | ----------------------- | ----------------------- | ----------------------- | --------------------------- | ----------------------- | --------------------------- |
| 1986年 （昭和61年） | x                       | （前相撲）              | 西序ノ口16枚目 6–1      | 東序二段99枚目 7–0          | 西三段目86枚目 4–3      | 東三段目63枚目 3–4          |
| 1987年 （昭和62年） | 東三段目77枚目 2–5      | 東三段目100枚目 3–4     | 西序二段18枚目 6–1      | 西三段目59枚目 4–3          | 西三段目42枚目 3–4      | 西三段目59枚目 2–5          |
| 1988年 （昭和63年） | 東三段目81枚目 4–3      | 東三段目55枚目 6–1      | 東三段目7枚目 3–4       | 西三段目24枚目 5–2          | 東幕下60枚目 6–1        | 東幕下32枚目 3–4            |
| 1989年 （平成元年） | 東幕下42枚目 3–4        | 東幕下48枚目 4–3        | 東幕下37枚目 5–2        | 西幕下21枚目 4–3            | 西幕下15枚目 4–3        | 西幕下9枚目 4–3             |
| 1990年 （平成2年） | 西幕下6枚目 5–2         | 西幕下2枚目 5–2         | 西十両12枚目 5–10       | 東幕下6枚目 3–4             | 西幕下10枚目 2–5        | 東幕下23枚目 5–2            |
| 1991年 （平成3年） | 東幕下11枚目 4–3        | 西幕下6枚目 5–2         | 西幕下筆頭 3–4          | 西幕下5枚目 5–2             | 西十両13枚目 6–9        | 西幕下4枚目 優勝 7–0        |
| 1992年 （平成4年） | 西十両8枚目 7–8         | 東十両9枚目 7–8         | 東十両11枚目 8–7        | 東十両8枚目 5–10            | 東十両13枚目 9–6        | 東十両8枚目 6–9             |
| 1993年 （平成5年） | 西十両11枚目 8–7        | 西十両9枚目 9–6         | 西十両5枚目 5–10        | 東十両11枚目 7–8            | 東十両12枚目 5–10       | 東幕下4枚目 2–5             |
| 1994年 （平成6年） | 西幕下15枚目 3–4        | 西幕下22枚目 4–3        | 東幕下16枚目 3–4        | 東幕下25枚目 6–1            | 東幕下10枚目 2–5        | 東幕下28枚目 5–2            |
| 1995年 （平成7年） | 東幕下17枚目 5–2        | 西幕下8枚目 3–4         | 西幕下14枚目 4–3        | 東幕下8枚目 3–4             | 東幕下15枚目 5–2        | 東幕下6枚目 3–4             |
| 1996年 （平成8年） | 西幕下11枚目 5–2        | 西幕下4枚目 4–3         | 西幕下筆頭 0–2–5        | 東幕下36枚目 5–2            | 東幕下20枚目 2–5        | 西幕下37枚目 4–3            |
| 1997年 （平成9年） | 西幕下26枚目 2–5        | 西幕下42枚目 3–4        | 東幕下54枚目 4–3        | 東幕下43枚目 6–1            | 東幕下20枚目 4–3        | 西幕下14枚目 6–1            |
| 1998年 （平成10年） | 東幕下5枚目 5–2         | 東幕下2枚目 3–4         | 東幕下6枚目 3–4         | 東幕下10枚目 3–4            | 西幕下16枚目 4–3        | 西幕下13枚目 3–4            |
| 1999年 （平成11年） | 東幕下20枚目 2–5        | 東幕下34枚目 4–3        | 東幕下26枚目 3–4        | 東幕下33枚目 5–2            | 東幕下19枚目 3–4        | 西幕下24枚目 4–3            |
| 2000年 （平成12年） | 東幕下18枚目 1–6        | 西幕下40枚目 6–1        | 西幕下19枚目 2–5        | 西幕下34枚目 3–4            | 西幕下42枚目 4–3        | 東幕下33枚目 引退 0–0–7     |
| 各欄の数字は、「勝ち-負け-休場」を示す。 優勝 引退 休場 十両 幕下 三賞：敢=敢闘賞、殊=殊勲賞、技=技能賞 その他：★=金星 番付階級：幕内 - 十両 - 幕下 - 三段目 - 序二段 - 序ノ口 幕内序列：横綱 - 大関 - 関脇 - 小結 - 前頭（「#数字」は各位内の序列） |                         |                         |                         |                             |                         |                             |

## 改名歴
- 大鈴木 修（おおすずき おさむ）1986年3月場所-1991年11月場所
- 豊富士 修（ゆたかふじ -）1992年1月場所-1993年5月場所
- 豊富士 司（- つかさ）1993年7月場所-2000年11月場所